# Pływanie na Letnich Igrzyskach Olimpijskich 1904 – 4 × 50 jardów stylem dowolnym mężczyzn
4 × 50 jardów stylem dowolnym była jedną z konkurencji pływackich na Letnich Igrzyskach Olimpijskich 1904. Zawody odbyły się 7 września 1904 r. Udział wzięły cztery zespoły ze Stanów Zjednoczonych.
W zawodach planował wystąpić zespół z Niemiec, który nie składał się z zawodników z tego samego klubu. Amerykańskie drużyny zaprotestowały, wobec czego drużyna niemiecka została zdyskwalifikowana. Po zawodach Amerykanie zaproponowali Niemcom pojedynczy wyścig najlepszych zawodników, jednak ci odmówili.

## Wyniki
| Miejsce | Klub                         | Zawodnicy                                                  | Czas     |
| ------- | ---------------------------- | ---------------------------------------------------------- | -------- |
| 1.      | New York Athletic Club       | Joe Ruddy Leo Goodwin Louis Handley Charles Daniels        | 2:04,6   |
| 2.      | Chicago Athletic Association | David Hammond Bill Tuttle Hugo Goetz Raymond Thorne        | Nieznany |
| 3.      | Missouri Athletic Club       | Amedee Reyburn Gwynne Evans Marquard Schwarz Bill Orthwein | Nieznany |
| 4.      | New York Athletic Club       | Edgar Adams David Bratton George Van Cleaf David Hesser    | Nieznany |